# Lac Lemare
Le lac Lemare est plan d'eau douce de la zone de tête de la rivière Lemare (versant de la rivière Rupert), coulant dans Eeyou Istchee Baie-James (municipalité), en Jamésie, dans la région administrative du Nord-du-Québec, dans la province de Québec, au Canada.
Le bassin versant du lac Lemare est accessible grâce à une route forestière (sens nord-sud) passant près de la rive Ouest du lac ; elle se connecte vers le sud à une route principale qui mène à Chibougamau.
La surface du lac Lemare est habituellement gelée de la fin octobre au début mai, toutefois la circulation sécuritaire sur la glace se fait généralement de la mi-novembre à la fin d'avril.

## Géographie
Le lac Lemare comporte une longueur de 14,5 km de nature difforme, une largeur maximale de 2,4 km et une altitude de 289 m. Ce lac est alimenté par six décharges dont les deux plus importantes sont celle (venant du nord-ouest) du lac Senay et du lac des plages, ainsi que celle (venant de l'Est) du lac Des Champs.
La partie Ouest (longueur : 6,1 km) du lac Lemare fait partie de la Réserve de Nemiscau. Cette partie comporte un archipel et six baies importantes dont (sens horaire, à partir de l'embouchure) :
- celle menant à l'embouchure s'étirant vers l'est sur 2,9 km sur la rive sud ;
- celle s'étirant vers l'ouest sur 2,3 km sur la rive sud ;
- celle s'étirant vers l'ouest sur 1,4 km, dans la pointe ouest du lac ;
- celle s'étirant vers le nord-ouest sur 1,0 km, recueillant la décharge du lac Voirdye ;
- celle s'étirant sur 1,5 km vers le nord ;
- celle s'étirant sur 0,5 km vers du nord-est.

Un détroit d'une centaine de mètres sépare la partie Ouest et la partie centrale du lac. Ce détroit est formé entre une presqu'île s'avançant sur 2,8 km vers l'ouest et une autre rattachée à la rive nord  et s'avançant vers le Sud. Cette partie centrale qui a une longueur de 2,6 km, comporte une baie orientée sur 1,1 km vers le nord et une autre s'étirant sur 0,7 km orientée vers le Sud.
Un détroit de 1,6 km de longueur et d'une centaine de mètres en largeur minimale sépare la partie centrale de la partie Est du lac. Cette partie Est du lac comporte une décharge (venant du nord-est) de quelques lacs non identifiés et la décharge (venant de l'Est) du lac Des Champs.
Les principaux bassins versants voisins du lac Lemare sont :
- côté nord : lac Arques, lac Cramoisy, rivière Nemiscau, rivière Eastmain ;
- côté est : lac Des Champs, lac Goulde, lac Hore, lac Le Vilin, rivière Rupert, rivière Nemiscau ;
- côté sud : rivière Lemare, rivière Rupert, lac La Bardelière, rivière à la Marte (rivière Rupert) ;
- côté ouest : rivière Rupert, rivière Nemiscau.

L'embouchure du lac Lemare est localisée à :
- 6,7 km au sud-ouest du lac Des Champs ;
- 27,8 km au nord-est de la confluence de la rivière Lemare et de la rivière Rupert ;
- 102 km au nord-est du lac Nemiscau[1].

À partir de l'embouchure du lac Lemare, le courant coule sur 312,9 km jusqu'à la baie de Rupert, selon les segments suivants :
- 61,7 km vers l'ouest jusqu'à la confluence de la rivière à la Marte (rivière Rupert) ;
- 95,8 km vers l'ouest jusqu'à la confluence de la rivière Jolliet ;
- 155,4 km vers l'ouest jusqu'à l'embouchure[1].

## Toponymie
Ce toponyme évoque l'œuvre de vie d'Hélène Lemare, épouse du capitaine Charles Daniel (1592-1661) lequel est le frère du père jésuite Antoine Daniel, l'un des martyrs canadiens. La Commission de géographie du Québec, devenue la Commission de toponymie, a adopté ce toponyme, le 6 février 1945.
Le toponyme "lac Lemare" a été officialisé le 5 décembre 1968 par la Commission de toponymie du Québec, soit à la création de cette commission.